# Fancy Lala
Fancy Lala (魔法のステージファンシーララ?, Mahō no sutēji Fanshī Rara, lett. "Il palcoscenico della magia Fancy Lala") è un anime mahō shōjo, prodotto dallo Studio Pierrot e trasmesso in Giappone su TV Tokyo dal 7 aprile al 27 settembre 1998 con un totale di 26 episodi. In Italia è stato trasmesso su Italia 1 dal 4 al 30 giugno 2001. La serie gode anche di una trasposizione manga, distribuita dalla Shūeisha parallelamente alla trasmissione.
Fancy Lala (Mahō no stage Fancy Lala) è la quinta e ultima serie della saga delle maghette dello Studio Pierrot, ed è preceduta da Sandy dai mille colori (Mahō no idol Pastel Yumi).

## Trama
(Formula magica di Fancy Lala)
Miho Shinohara (Miha Izuki, in Italia) è una ragazzina di 9 anni (12, in Italia), alunna di terza elementare della scuola Fujigaoka, sognatrice un po' annoiata dalla realtà e che, forse anche per questo, ama molto disegnare e leggere manga. Dopo la scuola, recandosi in un negozio a cercare dei retini per i suoi disegni, Miho si imbatte in due buffi pupazzi dalle sembianze di piccoli draghetti che poi in realtà si riveleranno essere due creature provenienti dal mondo "Memoria del tempo". Accusata dal proprietario del negozio di voler rubare i due animaletti (attaccatisi in realtà da soli al suo zainetto), Miho verrà "scagionata" da un misterioso quanto bizzarro signore dal look un po' retrò, con bombetta e valigia al seguito, che pagherà i due "pupazzi" per la ragazzina dicendole di tenerli con sé. Quella sera stessa, mentre Miho ricorda di aver già visto quell'uomo nel sogno fatto la notte precedente, i due strani esseri di nome Pig e Mog rivelano alla bambina di essere capitati per qualche motivo in quella dimensione chiedendole pertanto di poter rimanere con lei fino a che non riusciranno a tornare indietro; in cambio della sua ospitalità, le due creature donano a Miho una penna ed un album da disegno magici in grado di trasformare i disegni in realtà e lei stessa in un'adolescente di 15-16 anni (18 anni, in Italia). Entusiasta la bambina proverà subito gli strani poteri, disegnando sull'album gli stessi abiti che aveva creato per l'ultimo dei suoi personaggi cartacei, da lei stessa chiamato Fancy Lala, per poi indossarli una volta divenuta adulta.
Il giorno dopo Miho non resiste al desiderio di recarsi, nelle vesti di Lala, ad Harajuku, quartiere giovane di Tokyo noto per la presenza di talent scout in cerca di nuovi potenziali idol. Senza nemmeno farlo apposta la ragazzina non solo sarà notata, ma si troverà direttamente a salvare in extremis la reputazione della piccola agenzia di modelle e spettacolo Lyrical Production, diretta da un ex modella di nome Yumi Haneishi. Lala debutta così nel mondo dello show business, da prima come semplice fotomodella, per poi divenire, dopo una gavetta fulminante, anche idol. In soli sei mesi, Fancy Lala arriverà in effetti a far uscire il suo primo disco con tanto di concerto per la sorpresa dei suoi già affermati colleghi, Miki Yumeno e l'idolatrato Hiroya Aikawa.
Giunti al giorno dell'annunciato primo concerto, la ragazzina inizierà a porsi i primi dubbi sul vero futuro di Lala, come fare carriera e crescere in parallelo con Miho. A tali domande i due folletti non sembrano riuscire a dare una risposta, come d'altronde non riescono nemmeno a sapere, per tutta la storia, il completo funzionamento dei poteri magici dati alla ragazzina, o chi sia in realtà l'uomo con la bombetta che la bambina chiama "Mr. Mistero". Pig e Mog sembrano infatti solo sapere che nel passato erano creature gigantesche e che possono decidere di tornare su "Memoria del tempo" quando vogliono, perché il tempo, non finendo mai, li aspetterà sempre.
Nonostante i forti dubbi nel voler debuttare anche come cantante nei panni di Lala, Miho alla fine deciderà di tenere il concerto al quale assisterà pure la sua famiglia. Il giorno dopo la Lyrical Production inizia a ricevere numerose chiamate di lavoro per la ragazza, la cui performance sembra aver riscosso un certo successo. L'obiettivo appare raggiunto e tutto sembra filare liscio finché, Miho, nel tornare a casa piena di regali fra le mani, si dimentica per strada lo zainetto con dentro l'album e la penna magica. La bambina, pur cercando disperatamente l'oggetto smarrito per una giornata intera, sarà costretta alla fine a rinunciare e a disdire tutti gli impegni che aveva con l'agenzia, facendo così scomparire Lala proprio alla sua ribalta ufficiale. Nessuno sarà in grado di capire il misterioso gesto e la scomparsa della ragazza, che ormai risulta irraggiungibile anche al cellulare regalatole all'inizio della storia. Quella notte stessa Miho, inconsolabile, chiede a Pig e Mog di provare a ricreare i due oggetti magici proprio come avevano fatto la prima volta: il risultato sarà la scomparsa dei due folletti che verranno risucchiati dal loro stesso vortice di luce da cui tutto era iniziato. Il giorno seguente Miho, a metà fra l'incredulo e lo smarrito, decide di recarsi alla Lyrical Production per dare in qualche modo un ultimo doloroso saluto a tutto lo staff. Al tramonto la bambina reincontra per l'ultima volta anche Mr. Mistero, il quale spiegherà a Miho che Pig e Mog esistono in ogni tempo, come lei stessa d'altronde, nonostante adesso sia rimasta apparentemente da sola. Aggiunge inoltre che i poteri magici vengono vissuti dagli individui in maniera diversa a seconda delle persone: c'è chi ne è travolto, chi ne abusa fallendo, chi li usa una sola volta pensando che non gli serviranno e infine c'è chi li perde, come nel suo caso.
È così che si congeda da Miho quello strano signore che, si scoprirà, essere stato conosciuto da bambino anche dal visagista di Lala il quale, incontrando la bambina per strada, ne riconoscerà la vera identità sfiorandole i capelli, e rivelandole che lei stessa diventerà Lala in pochi anni, senza bisogno di accelerare troppo la sua adolescenza.

## Personaggi
Miho Shinohara (篠原 みほ?, Shinohara Miho, in Italia Miha Izuki) / Fancy Lala (ファンシーララ?, Fanshī Rara)
Doppiata da: Reiko Ōmori (ed. giapponese), Alessandra Karpoff / Jasmine Laurenti (canto) (ed. italiana)
La protagonista della serie. Bambina di 9 anni introversa non molto sicura di sé ma simpatica, ama disegnare personaggi e inventare storie all'interno delle quali spesso lei stessa ci si perde a occhi aperti. Fancy Lala è la controparte magica di Miho. Ingaggiata per caso come fotomodella per la Lyrical Production, debutterà anche come cantante per cercare di diventare una idol completa.
Pig e Mog (ピグ と モグ?, Pigu to Mogu, in Italia Peo e Pea)
Doppiati da: Shinobu Adachi e Michiko Neya (ed. giapponese), Federica Valenti e Emanuela Pacotto (ed. italiana)
Sono due creature provenienti dalla dimensione "Memoria del tempo", dalle sembianze di piccoli draghetti con lunghe orecchie che permettono loro di volare. Rispettivamente azzurro e rosa, possiedono l'uno una stella sulla coda e l'altra sull'orecchio.
Chisa Shinohara (篠原 ちさ?, Shinohara Chisa, in Italia Chrissy Izuki)
Doppiata da: Mifuyu Hiiragi (ed. giapponese), Cinzia Massironi (ed. italiana)
Sorella maggiore di Miho. Studentessa di 17 anni iscritta al primo anno della Rokunomiya High School, diligente e sveglia, sembra un po' più matura della sua età forse per il fatto di dover reggere il ruolo della primogenita. Ha un ragazzo non particolarmente popolare o carino, a detta delle sue coetanee, ma a cui lei sembra tenere molto.
Mamiko Shinohara (篠原 真実子?, Shinohara Mamiko, in Italia Mami)
Doppiata da: Yoshiko Sakakibara (ed. giapponese), Patrizia Scianca (ed. italiana)
Madre di Miho, 39 anni. Produttrice televisiva, rappresenta bene le moderne madri in carriera giapponesi che si barcamenano fra il lavoro e la famiglia. Rispettata e temuta sul lavoro, in realtà è molto gentile e premurosa in casa sia col marito che con le figlie.
Yōichirō Shinohara (篠原 洋一郎?, Shinohara Yōichirō)
Doppiato da: Noboru Hoshino (ed. giapponese), Mario Scarabelli (ed. italiana)
Padre di Miho, 43 anni. Paleontologo, ha uno studio in casa dove sembra passare la maggior parte del suo tempo a lavorare. Forse anche per questo appare lui il vero casalingo di famiglia. Pur non sapendo cucinare, può essere definito un vero padre "chioccia".
Yumi Haneishi (羽根石 由美?, Haneishi Yumi)
Doppiata da: Atsuko Tanaka (ed. giapponese), Anna Bonel (ed. italiana)
Presidente della Lyrical Production, agenzia di nuovi volti e talenti. È una donna molto determinata che dedica tutte le sue energie al lavoro per il quale sembra nutrire una vera passione al punto da preferirlo alla famiglia. Si scoprirà essere infatti reduce da un divorzio e madre di un bambino di 5 anni affidato al padre.
Miki Yumeno (夢野 美樹?, Yumeno Miki)
Doppiata da: Fumie Kusachi (ed. giapponese), Patrizia Mottola (ed. italiana)
Idol dell'agenzia Five Star Records. Già popolare, nonostante i suoi 17 anni, ha sempre lavorato nello show business sin da piccola. Per questo motivo è anche molto amica della madre di Miho. Non è chiaro se tema di più la concorrenza di Lala da un punto di vista professionale o sentimentale.
Hiroya Aikawa (相川 ひろや?, Aikawa Hiroya, in Italia Hiro)
Doppiato da: Hideo Ishikawa (ed. giapponese), Patrizio Prata (ed. italiana)
Collega di Lala e Miki, è un popolare idol di 19 anni. Hiroya incarna il classico bel ragazzo intento a fare carriera nello show business e che tutte le ragazzine, compresa Miho, amano forse più per la sua bellezza che per le sue doti artistiche. Sembrerà inclinarsi più verso Lala che Miki per una potenziale relazione sentimentale.
Akiru Yūki (結城 あきる?, Yūki Akiru, in Italia Akira)
Doppiata da: Omi Minami (ed. giapponese), Jasmine Laurenti (ed. italiana)
Compagna di scuola e migliore amica di Miho.
Anna Nozaki (野崎 あんな?, Nozaki Anna)
Doppiata da: Mayumi Iizuka (ed. giapponese), Laura Brambilla (ed. italiana)
Compagna di scuola ed amica di Miho.
Tarō Yoshida (吉田 太郎?, Yoshida Tarō, in Italia Teddy)
Doppiato da: Kappei Yamaguchi (ed. giapponese), Monica Bonetto (ed. italiana)
Vicino di casa e compagno di classe di Miho. Bambino di 9 anni, sveglio e un po' confusionario, ama giocare a baseball ed è segretamente affezionato a Miho da sempre. È anche il cugino di Miki Yumeno. Sarà proprio lui a comprare il primo CD di Fancy Lala.
Mr. Mistero (不思議さん?, Fushigi-san)
Doppiato da: Ryūnosuke Ōbayashi (ed. giapponese), Riccardo Rovatti (ed. italiana)
Forse custode della dimensione "Memoria del tempo". Misterioso uomo paffuto che dona a Miho i due folletti Pig e Mog. Compare quasi sempre in situazioni difficili dalle quali la bambina potrebbe non riuscire a svincolarsi da sola. Sembra quasi il muto narratore onnisciente dell'intera vicenda, per non dire il simbolo stesso dello Studio Pierrot (Funny Face, un pierrot stilizzato) in versione umanizzata, che, con tono sereno e distaccato, non manca mai occasione di sottolineare l'ingenuità umana nel credere ciecamente sempre ad un'unica dimensione temporale.
Komiyama (コミさん?, Komi-san, in Italia Kody)
Doppiato da: Ken Narita (ed. giapponese), Pino Pirovano (ed. italiana)
Stilista e visagista di Lala. Nell'ultimo episodio rivela a Miho di aver incontrato a sua volta Mr. Mistero (che chiamava "il vecchio signore col cappello"). Subito la riconosce come Lala e la esorta ad aspettare qualche anno per poter ritornare ad essere Lala. Sembra sempre sapere più di quello che realmente accade.
Katsunoshin Asaka (朝霞 勝之進?, Asaka Katsunoshin, in Italia Prof. Asaka)
Doppiato da: Mitsuru Miyamoto (ed. giapponese), Giorgio Bonino (ed. italiana)
Il maestro della classe di Miho.
Yoshio (ヨシオ?, Yoshio)
Doppiato da: Yūji Ueda (ed. giapponese), Simone D'Andrea (ed. italiana)
Impiegato della Lyrical Production.
Ririka Kawaguchi (川口 理々香?, Kawaguchi Ririka)
Doppiata da: Michiko Neya (ed. giapponese), Anna Maria Tulli (ed. italiana)
Impiegata della Lyrical Production e manager di Fancy Lala.

## Anime
L'anime, prodotto dallo Studio Pierrot, è composto da 26 episodi, andati in onda su TV Tokyo dal 5 aprile al 27 settembre 1998. Gli episodi sono stati pubblicati prima in VHS e poi in DVD.
In Italia è stato acquistato da Mediaset ed è stato trasmesso su Italia 1 dal 4 giugno al 30 giugno 2001 all'interno del contenitore Bim Bum Bam. La versione italiana presenta qualche censura (come tagli di scene, alterazioni di alcuni dialoghi o aggiunta di battute inesistenti) e modifica leggermente alcuni nomi originali dei personaggi. La serie è stata successivamente replicata, priva di tagli, sulla rete Hiro nel maggio 2010 e nell'aprile 2011.

### Sviluppo
La serie è in realtà il risultato di un progetto più ampio che avrebbe dovuto prendere forma dieci anni prima per chiudere il cerchio delle cosiddette "maghette dello Studio Pierrot". Nel 1988, infatti, la casa di produzione, reduce dal successo internazionale del genere mahō shōjo e giunto ai suoi primi dieci anni di vita, ritenne non potesse esserci miglior occasione per creare la quinta e tanto attesa maghetta; non furono pochi, in effetti, i fan che rimasero un po' delusi da Pastel Yumi, privata di una controparte adulta.
Già alla fine del 1986, lo Studio Pierrot, insieme alla nota ditta di prodotti da carta e cancelleria, Seika Co., pensando di commercializzare dei personaggi sulla falsariga del genere, creò il titolo Mahō no designer Fashion Lala (魔法のデザイナーファッションララ? lett. "La stilista della magia Fashion Lala") che molti ritennero poter diventare una nuova serie anime (sempre smentita dai responsabili). La storia originaria prevedeva che la protagonista Miho, aspirante stilista, ricevesse da due folletti fuoriusciti dal computer di nome Pig e Mog provenienti dal Mondo dei sogni, una magica penna ottica con il potere di trasformarla in una bella modella di nome Lala in grado di indossare le sue stesse creazioni. A questo progetto ne furono affiancati altri sempre cartacei, tra cui uno, affidato ad Akemi Takada, chiamato Mahō no stage Idol Koko (魔法のステージアイドルココ? lett. "Il palcoscenico della magia Idol Koko") la cui storia avrebbe dovuto basarsi sull'idea di trasformare la protagonista in due personaggi, Nana (un'idol) e Sara (una modella). Entrambi i progetti non approdarono a nessuna serie TV, ma il personaggio di Lala, riscuotendo un certo successo nel settore del merchandising, riuscì almeno a "debuttare" in un OAV del 1988, affidato per la caratterizzazione all'altro noto nome legato alle maghette, Yoshiyuki Kishi, intitolato Harbor Light Story ~Fashion Lala yori~ (ハーバーライト物語 ～ファッションララより～? lett. "La storia del porto di luce ~da Fashion Lala~"): in questa storia autoconclusiva, in stile musical favolistico moderno, Miho viene trasformata in Lala direttamente da Pig e Mog, solo per una notte, per poi scoprire che il tutto era stato solo frutto di un sogno.
Solamente dieci anni dopo, lo Studio Pierrot, proprio per il suo ventesimo anniversario, ritenne giusto riunire entrambi i progetti e creare così la tanto attesa quinta serie mancante; da Fashion Lala fu ripreso dunque l'intero concept della vicenda, i nomi della protagonista e i due folletti che furono leggermente ritoccati graficamente, mentre da Idol Koko fu ripresa la radice del titolo "Mahō no stage". Da Fashion Lala fu in parte ripresa anche l'idea di abbinare Pig e Mog al Mondo del tempo, da cui in realtà provenivano altre due fatine che affiancavano Miho nei prodotti cartacei, chiamate Mañana e Ayer (Domani e Ieri).

### Episodi
| Nº | Titolo italiano Giapponese 「Kanji」 - Rōmaji - Traduzione letterale                                                                | In onda           | In onda        |
| Nº | Titolo italiano Giapponese 「Kanji」 - Rōmaji - Traduzione letterale                                                                | Giapponese        | Italiano       |
| 1  | Un soffio di magia 「みほ、華麗なる変身！」 - Miho, karei naru henshin! – "Miho, spettacolare trasformazione!"                      | 5 aprile 1998     | 4 giugno 2001  |
| 2  | Il grande debutto 「ララの原宿デビュー！」 - Rara no Harajuku debyū! – "Il debutto di Lala ad Harajuku!"                            | 12 aprile 1998    | 5 giugno 2001  |
| 3  | Accendi la TV 「どきどきテレビ出演！」 - Dokidoki terebi shutsuen! – "L'apparizione da batticuore in TV!"                           | 19 aprile 1998    | 6 giugno 2001  |
| 4  | Una giornata improvvisata 「ダブルデートの日曜日」 - Daburudēto no nichiyōbi – "La domenica del doppio appuntamento"                | 26 aprile 1998    | 7 giugno 2001  |
| 5  | Mille sogni, mille impegni 「みほとララの多忙な一日」 - Miho to Rara no tabōna ichinichi – "La giornata impegnativa di Miho e Lala" | 3 maggio 1998     | 8 giugno 2001  |
| 6  | Chi è la mia rivale? 「ララはライバル？」 - Rara wa raibaru? – "Lala ha una rivale?"                                                | 10 maggio 1998    | 9 giugno 2001  |
| 7  | La leggenda 「恐怖のもっこ当番」 - Kyōfu no mokko tōban – "Un grande dovere di paura"                                               | 17 maggio 1998    | 11 giugno 2001 |
| 8  | Il magico segreto di Lilù 「チビ猫リルと魔法のひみつ」 - Chibineko Riru to mahō no himitsu – "Il gattino Lilù e il segreto magico"  | 24 maggio 1998    | 12 giugno 2001 |
| 9  | Credimi e canterai! 「歌手になんてなれない！」 - Kashu ni nante narenai! – "Non posso diventare una cantante!"                      | 31 maggio 1998    | 13 giugno 2001 |
| 10 | È nata una stella 「すったもんだのキャンペーン」 - Sutta monda no kyanpēn – "La disastrosa campagna di pubblicazione"               | 7 giugno 1998     | 14 giugno 2001 |
| 11 | Lezioni di baseball 「華麗なるピンチヒッター」 - Karei naru pinchihittā – "Battitore spettacolare"                                  | 14 giugno 1998    | 15 giugno 2001 |
| 12 | Chi sei? 「あなたはだあれ？」 - Anata wa daare? – "Chi sei?"                                                                        | 21 giugno 1998    | 16 giugno 2001 |
| 13 | Amore in prima pagina 「ララとひろやのスキャンダル」 - Rara to Hiroya no sukyandaru – "Lo scandalo di Lala e Hiroya"                | 28 giugno 1998    | 18 giugno 2001 |
| 14 | Nel regno dei giocattoli 「おもちゃの国のみほ」 - Omocha no kuni no Miho – "Miho nel regno dei giocattoli"                          | 5 luglio 1998     | 19 giugno 2001 |
| 15 | Amore senza fine 「その夢は終わらない」 - Sono yume wa owaranai – "Quel sogno non finirà"                                           | 12 luglio 1998    | 20 giugno 2001 |
| 16 | Il primo viaggio di Miha 「みほの最初の一人旅」 - Miho no saisho no hitoritabi – "Il primo viaggio da sola di Miho"                 | 19 luglio 1998    | 21 giugno 2001 |
| 17 | Il mistero del lago 「カッパが出てきた日」 - Kappa ga detekita hi – "Il giorno in cui è uscito il kappa"                            | 26 luglio 1998    | 22 giugno 2001 |
| 18 | La freccia di Cupido 「ララは恋のキューピッド」 - Rara wa koi no Kyūpiddo – "Lala è il Cupido dell'amore"                           | 2 agosto 1998     | 23 giugno 2001 |
| 19 | Viaggio nel passato 「お姉ちゃんの忘れ物」 - Onee-chan no wasuremono – "Le cose perdute della sorellona"                            | 9 agosto 1998     | 25 giugno 2001 |
| 20 | Insieme io e te! 「お母さんと一緒！？」 - Okāsan to issho!? – "Insieme alla mamma!?"                                                | 16 agosto 1998    | 26 giugno 2001 |
| 21 | Chi amerà il professore Asaka? 「朝霞先生の恋人？」 - Asaka-sensei no koibito? – "L'amore del professore Asaka?"                    | 23 agosto 1998    | 27 giugno 2001 |
| 22 | Due sorelle terribili 「スクープ！ララの正体」 - Sukūpu! Rara no shōtai – "Scoop! L'identità di Lala"                               | 30 agosto 1998    | 28 giugno 2001 |
| 23 | Il ragazzo di Chrissy 「お姉ちゃんのボーイフレンド」 - Onee-chan no bōifurendo – "Il fidanzato della sorellona"                     | 6 settembre 1998  | 28 giugno 2001 |
| 24 | Il primo concerto di Lala 「ララのファーストコンサート」 - Rara no fāsuto konsāto – "Il primo concerto di Lala"                     | 13 settembre 1998 | 29 giugno 2001 |
| 25 | La scomparsa di Lala 「消えてしまったララ」 - Kieteshimatta Rara – "Lala scomparsa"                                                 | 20 settembre 1998 | 30 giugno 2001 |
| 26 | Vi voglio bene! 「みんな大好き！」 - Minna daisuki! – "Vi voglio tutti bene!"                                                       | 27 settembre 1998 | 30 giugno 2001 |

### Colonna sonora
La sigla italiana, scritta da Alessandra Valeri Manera con la musica di Max Longhi e Giorgio Vanni ed interpretata da Cristina D'Avena, presenta un arrangiamento completamente diverso dalle originali e viene usata sia in apertura che in chiusura.
Di questo anime esistono due videosigle italiane: una con la sigla completa utilizzata per la prima tv su Italia 1 e un'altra dalla durata di 2:10, utilizzata per il passaggio televisivo su Hiro e per eventuali repliche future sui canali Mediaset.
Sigla di apertura
- La La La ~Kuchibiru ni negai wo komete~ (Ｌａ Ｌａ Ｌａ ～くちびるに願いをこめて～?), di Reiko Ōmori

Sigla di chiusura
- Shiawase na ki-bu-n (しあわせな き・ぶ・ん?), di Reiko Ōmori

Sigla di apertura e di chiusura italiana
- Fancy Lala, di Cristina D'Avena

Le canzoni dell'anime sono cantate dai doppiatori dei personaggi e sono in totale sei, di cui tre cantate in italiano con i testi di Nicola Bartolini Carrassi. L'adattamento italiano è avvenuto solo a livello di testi, mentre le musiche sono quelle originali giapponesi. Inoltre anche Tarō (Teddy) ha una sua canzone e nell'edizione italiana è stata eseguita dalla relativa doppiatrice Monica Bonetto.
Canzoni
- Transparance (トランス・パランス?)

Il titolo italiano è Giorno dopo giorno. È la canzone con cui Fancy Lala debutta ufficialmente come idol. In giapponese è cantata da Reiko Ōmori, mentre in italiano da Jasmine Laurenti.
- Haru-iro photograph (春色フォトグラフ? lett. "Fotografia dai colori primaverili")

Il titolo italiano è Cuore di bambina. È uno dei singoli della già affermata idol Miki Yumeno; anche Lala ne canta una versione demo al pianoforte. In giapponese è cantata da Fumie Kusachi, mentre in italiano da Jasmine Laurenti.
- Sayonara no Kiss (さよならのＫｉｓｓ? lett. "Bacio d'addio")

È uno dei singoli della già affermata idol Miki Yumeno, presente nell'episodio 24. In giapponese è cantata da Fumie Kusachi.
- JEWELRY LOVE

Il titolo italiano non è mai stato comunicato. È uno dei singoli del già affermato idol Hiroya Aikawa, già presente nell'episodio 10 in sottofondo (lasciato in versione originale anche in Italia), e ufficialmente presentato e proposto nell'episodio 15. In giapponese è cantata da Hideo Ishikawa, mentre in italiano l'interprete è sconosciuto.
- Birthday Girl

È uno dei singoli del già affermato idol Hiroya Aikawa, presente solo nell'episodio 15 come sottofondo (lasciato in originale anche in Italia).
- Humming (ハミング?)

È uno brano canticchiato da Miho nell'episodio 18. In giapponese è cantata da Reiko Ōmori, mentre in italiano è stato sostituito con Giorno dopo giorno.
- Tarō 18-ban (太郎１８番? lett. "Tarō il diciottesimo")

Il titolo italiano non è mai stato comunicato. È un brano dissacrante e infantile canticchiato da Tarō e poi anche da Miho/Lala nell'episodio 9. In giapponese è cantata da Kappei Yamaguchi, mentre in italiano da Monica Bonetto.

### Adattamento italiano
L'adattamento italiano presenta diversi tagli di scene, alterazioni di alcuni dialoghi e aggiunte di battute inesistenti per ricoprire i meditativi silenzi dei personaggi su cui invece si basa un po' tutta l'atmosfera riflessiva che permea la storia originale. Nella prima messa in onda del 2001, alcune scene sono state tagliate non per censura ma più per dare spazio alle numerose pause pubblicitarie che allora vessavano gli anime trasmessi da Mediaset. Gli episodi 20, 23, 26 sono stati trasmessi direttamente in coda ad altri comportando il taglio di numerose scene, a partire dal titolo, tanto da farli divenire quasi incomprensibili. L'intera serie è stata mandata in onda priva di qualsiasi modifica su Hiro nel 2010, in cui numerose scene sono state reintegrate così come i titoli italiani degli episodi uniti, mai resi noti precedentemente. Inoltre sono stati leggermente modificati alcuni nomi originali dei personaggi, come Hiroya cambia in Hiro e Akiru in Akira.
Nell'edizione italiana alcuni temi, come il divorzio, sono stati tolti e diverse scene sono state eliminate. Nell'episodio 15 (Amore senza fine) viene fatto intendere che il bambino che incontra Lala, Teppei, è figlio del chitarrista di Hiro, Kishi, venuto in sala registrazioni per passare una giornata insieme alla zia, la signorina Yumi, quando invece egli è figlio sia di Kishi che di Yumi, i quali hanno divorziato dato che lei ha preferito il lavoro alla famiglia lasciando il figlio in affidamento al padre. Nell'episodio 20 (Insieme io e te!) sono state tagliate le scene dove i collaboratori della madre di Lala fanno commenti di nascosto su di lei, definendola ripetutamente "un diavolo", dove le compagne di classe di Miha fanno allusioni sui possibili rapporti extraconiugali della madre e dove Miha chiede per la seconda volta alla madre di lasciare il lavoro. Nell'episodio 23 (Il ragazzo di Chrissy) sono state tagliate le scene del primo tentativo di Miha nei panni di Fancy Lala di fare desistere la sorella ad andare all'appuntamento con Norigi, del bacio rubato di quest'ultimo a Chrissy e della dichiarazione d'amore di Chrissy ad Imahi.

## Manga

Copertina del quarto volumetto dell'edizione italiana

In contemporanea alla trasmissione dell'anime, nel 1998, è stato pubblicato in Giappone sulla rivista Ribon un adattamento manga in due tankōbon editi dalla Shūeisha, scritto e disegnato da Rurika Kasuga.
In Italia è stato pubblicato da Planet Manga dal gennaio all'aprile 2002, dividendo i due volumi originali in quattro volumetti.

### Volumi
| Nº | Data di prima pubblicazione | Data di prima pubblicazione | Data di prima pubblicazione |
| Nº | Giapponese                  | Giapponese                  | Italiano                    |
| -- | --------------------------- | --------------------------- | --------------------------- |
| 1  | settembre 1998              | ISBN 4-08-856101-5          | gennaio - febbraio 2002     |
| 2  | dicembre 1998               | ISBN 4-08-856117-1          | marzo - aprile 2002         |

## Trasmissioni e adattamenti nel mondo
L'anime è stato trasmesso, oltre che in Giappone e in Italia, anche in diversi Paesi in tutto il mondo. Negli Stati Uniti è stato distribuito in home video dalla Bandai Entertainment.
| Stato         | Canale/i televisivo        | Data prima TV | Titolo                                                 |
| ------------- | -------------------------- | ------------- | ------------------------------------------------------ |
| Corea del Sud | Tooniverse                 | 2001          | Mabeob-ui stage Fancy Lala (마법의 스테이지 팬시라라?) |
| Filippine     | ABC 5                      |               | Fancy Lala                                             |
| Hong Kong     | TVB                        |               | Mófǎ xiǎo měisuì (魔法小美穗S)                         |
| Portogallo    | Canal Panda                | 2003 – 2004   | Fancy Lala                                             |
| Spagna        | Canal 53 Madrid, Canal Sur |               | Fancy Lala                                             |
| Taiwan        | Star Chinese Channel       |               | Mènghuàn Lā lā (夢幻拉拉S)                             |